# Fibiș
Fibiș (in ungherese Temesfüves, in tedesco Fibisch) è un comune della Romania di 1562 abitanti, ubicato nel distretto di Timiș, nella regione storica del Banato. 
Fibiș è divenuto comune autonomo nel 2004, staccandosi dal comune di Mașloc.